# 藤原家時 (小一条流)
藤原 家時（ふじわら の いえとき、生年不詳 - 嘉禎2年（1236年）1月）は、鎌倉時代の公家。藤原北家小一条流、宮内大輔・藤原親綱の長男。官位は正三位・越前守。

## 経歴
後白河院政期末の建久元年（1190年）従五位下に叙爵し、建久9年（1198年）出雲守に任官。承元3年（1209年）斎院長官兼少納言に任ぜられると、建保5年（1217年）中務大輔と後鳥羽院政期の後半に京官を務めた。
承久元年（1219年）越前守として地方官に遷り、翌承久2年（1220年）従四位下に叙せられる。承久3年（1221年）6月に発生した承久の乱後は、同年11月に従四位上、貞応元年（1222年）正四位下と順調に昇進し、嘉禄元年（1225年）には従三位に叙せられ、小一条流としては平安時代中期の藤原師成以来約150年ぶりに公卿に列した。公卿昇進後は散位であったが、安貞2年（1228年）正三位に昇叙されている。
貞永元年（1232年）病気のため出家、法名は蓮家。嘉禎2年（1236年）正月に薨去。

## 官歴
『公卿補任』による。
- 建久元年（1190年） 正月5日：従五位下（皇太后宮）
- 建久9年（1198年） 9月8日：出雲守（朝方卿申任之）
- 承元3年（1209年） 7月23日：斎院長官。10月：兼少納言
- 建暦2年（1212年） 10月11日：従五位上（大嘗会七条院）
- 建保3年（1215年） 正月5日：正五位下（嘉陽門）
- 建保5年（1217年） 6月29日：中務大輔
- 承久元年（1219年） 9月7日：越前守
- 承久2年（1220年） 正月7日：従四位下
- 承久3年（1221年） 11月16日：従四位上（御即位、嘉陽門）
- 貞応元年（1222年） 11月22日：正四位下
- 嘉禄元年（1225年） 12月22日：従三位、元越前守
- 安貞2年（1228年） 3月20日：正三位
- 貞永元年（1232年） 9月8日：出家（法名・蓮家）
- 嘉禎2年（1236年） 正月：薨去

## 系譜
『尊卑分脈』による。
- 父：藤原親綱
- 母：経尊の娘
- 妻：藤原信雅の娘
  - 男子：藤原信時（1204-1266）
- 生母不詳の子女
  - 男子：藤原貞時
  - 男子：藤原朝時
  - 男子：藤原師平 - 子孫は姉小路家
  - 女子：